# Moraea unguiculata
Moraea unguiculata är en irisväxtart som beskrevs av Ker Gawl. Moraea unguiculata ingår i släktet Moraea och familjen irisväxter. Inga underarter finns listade i Catalogue of Life.